# Seven Sudamericano Femenino M18 2018
El Seven Sudamericano Femenino Juvenil M18 del 2018 fue la primera edición del torneo de rugby 7 de Sudamérica Rugby.
Se disputó en la instalaciones del Estadio Martins Pereira de Sao José dos Campos en Brasil.
Fue clasificatorio a los Juegos Olímpicos de la Juventud a disputarse en octubre de 2018 en Buenos Aires.

## Participantes
- Argentina
- Brasil
- Chile
- Colombia
- Paraguay

## Resultados

### Posiciones
| Pos. | Equipo    | Encuentros | Encuentros | Encuentros | Encuentros | Tantos  | Tantos    | Tantos     | Puntos |
| Pos. | Equipo    | jugados    | ganados    | empatados  | perdidos   | a favor | en contra | diferencia | Puntos |
| ---- | --------- | ---------- | ---------- | ---------- | ---------- | ------- | --------- | ---------- | ------ |
| 1    | Colombia  | 4          | 4          | 0          | 0          | 101     | 5         | + 96       | 8      |
| 2    | Brasil    | 4          | 3          | 0          | 1          | 63      | 17        | + 46       | 6      |
| 3    | Paraguay  | 4          | 2          | 0          | 2          | 57      | 72        | - 15       | 4      |
| 4    | Argentina | 4          | 1          | 0          | 3          | 31      | 82        | - 51       | 2      |
| 5    | Chile     | 4          | 0          | 0          | 4          | 14      | 111       | - 97       | 0      |

Nota: Se otorgan 2 puntos al equipo que gane un partido, 1 al que empate y 0 al que pierda

### Fase de grupos
| 2 de marzo | Brasil | 17 - 0 | Chile | Estadio Martins Pereira, Sao José dos Campos, Brasil |  |

| 2 de marzo | Colombia | 26 - 0 | Argentina | Estadio Martins Pereira, Sao José dos Campos, Brasil |  |

| 2 de marzo | Brasil | 24 - 0 | Paraguay | Estadio Martins Pereira, Sao José dos Campos, Brasil |  |

| 2 de marzo | Argentina | 31 - 0 | Chile | Estadio Martins Pereira, Sao José dos Campos, Brasil |  |

| 2 de marzo | Colombia | 19 - 0 | Paraguay | Estadio Martins Pereira, Sao José dos Campos, Brasil |  |

| 2 de marzo | Brasil | 27 - 0 | Argentina | Estadio Martins Pereira, Sao José dos Campos, Brasil |  |

| 3 de marzo | Paraguay | 24 - 14 | Chile | Estadio Martins Pereira, Sao José dos Campos, Brasil |  |

| 3 de marzo | Colombia | 17 - 5 | Brasil | Estadio Martins Pereira, Sao José dos Campos, Brasil |  |

| 3 de marzo | Paraguay | 29 - 0 | Argentina | Estadio Martins Pereira, Sao José dos Campos, Brasil |  |

| 3 de marzo | Colombia | 39 - 0 | Chile | Estadio Martins Pereira, Sao José dos Campos, Brasil |  |

### Tercer Puesto
| 3 de marzo | Argentina | 22 - 17 | Paraguay | Estadio Martins Pereira, Sao José dos Campos, Brasil |  |

### Final
| 3 de marzo | Colombia | 10 - 0 | Brasil | Estadio Martins Pereira, Sao José dos Campos, Brasil |  |

| Bandera de Colombia |
| Campeón Colombia    |
| Primer título       |

## Posiciones finales
| Posición | Selección |
| -------- | --------- |
| 1        | Colombia  |
| 2        | Brasil    |
| 3        | Argentina |
| 4        | Paraguay  |
| 5        | Chile     |